# Neapolis (Peloponnesos)
Neapoli of Neapoli Lakonias of Neapoli Voion (Grieks: Νεάπολη of Νεάπολη Λακωνίας of Νεάπολη Βοιών) is de zuidelijkste stad van de Peloponnesos, Griekenland. De plaats is in het midden van de 19e eeuw n.Chr. gesticht, nadat het land onafhankelijk was geworden van de Ottomaanse overheersing.
Bestuurlijk is Neapoli sedert 2011 een stad in de deelgemeente (dimotiki enotita) Voies van de fusiegemeente (dimos) Monemvasia, in de Griekse bestuurlijke regio (periferia) Peloponnesos.
Dicht bij de stad ligt het eiland Kithira. Dit is het meest zuidelijke van de Ionische Eilanden.
In de Myceense tijd was op de plaats waar Neapolis ligt al een nederzetting, de oude naam hiervan was Boiai. Een latere naam van de stad, tijdens de Byzantijnse tijd, was Vatica (Grieks: Βάτικα).